# Megasyrphus
Megasyrphus là một chi ruồi trong họ Syrphidae.